# 迪克西 (印第安納州)
迪克西（英語：Dixie）是位於美國印第安納州哈里森縣的一個非建制地區。該地的面積和人口皆未知。